# Print Production Format
Print Production Format (PPF) ist ein Datenformat, das eine weitgehende Automatisierung von Druckvorstufe, Druck und der Druckweiterverarbeitung ermöglichen soll. Es verwendet als Seitenbeschreibungssprache PostScript und beschreibt nicht nur den Inhalt der einzelnen Druckbögen, sondern ein ganzes Werk (zum Beispiel eine Broschüre). PPF wird im Offsetdruck hauptsächlich zur Übertragung der Farbzonenvoreinstellung genutzt. In der Weiterverarbeitung gibt es sowohl die Möglichkeit, Schneidemaschinen als auch Falzmaschinen einzustellen. PPF-Dateien können administrative Informationen zu Urheberrecht und technische Angaben zu speziellen Werkzeugen in Rollendruckmaschinen enthalten.